# Požig Falmoutha
Požig Falmoutha (18. oktober 1775) je bil napad flote ladij Kraljeve mornarice na mesto Falmouth v Massachusettsu (kjer stoji sodobno mesto Portland, Maine, in ga ne smemo zamenjevati s sodobnima mestoma Falmouth, Massachusetts ali Falmouth, Maine). Floti je poveljeval kapitan Henry Mowat. Napad se je začel z bombardiranjem z morja, ki je vključevalo zažigalne strele, sledila pa mu je izkrcalna enota, ki naj bi dokončala uničenje mesta. Napad je bil edini večji dogodek v tem, kar naj bi bila kampanja povračila proti pristaniščim, ki so podpirala dejavnosti patriotov v zgodnjih fazah ameriške revolucionarne vojne.
Med kolonijami je novica o napadu privedla do zavrnitve britanske oblasti in vzpostavitve neodvisnih vlad. Prav tako je drugi celinski kongres privedel do tega, da je izpodbijal prevlado britanske mornarice z ustanovitvijo kontinentalne mornarice. Tako Mowat kot njegov nadrejeni, viceadmiral Samuel Graves, ki je ukazal Mowatovo odpravo, sta zaradi dogodka utrpela poklicne posledice.

## Sklic
1. ↑  Včasih se piše Mowatt